# How Far I'll Go
«How Far I Will Go» es una canción de la película animada Moana de 2016 de Disney. Fue escrita y producida por Lin-Manuel Miranda. La canción fue realizada en la película por la actriz y cantante estadounidense Auli'i Cravalho en su papel como Moana. La cantante canadiense Alessia Cara también grabó la canción para la banda sonora de Moana. La canción fue nominada a Mejor Canción Original en la 89.ª Ceremonia de Óscar y Mejor Canción Original en la 74.ª edición de los Globos de Oro, pero perdió contra "City of Stars" de La La Land.

## Composición
«How Far I Will Go» fue compuesta como la canción "I Want" de Moana, siguiendo la larga tradición de las canciones de "I Want" en los musicales animados de Disney que se remontan a la era del renacimiento de Disney. Sustituyó a un intento anterior llamado "More", la versión demo grabada por Marcy Harriell fue lanzada en la versión de lujo del álbum de la banda sonora. Aunque Miranda ha subrayado que todavía está "muy orgulloso" de la canción como un primer borrador, "More" no fue lo suficientemente bueno en retrospectiva porque simplemente expresó el vago deseo de Moana de ver más ya que ya había descubierto todo sobre la isla. En cambio, "How Far I'll Go" expresa un mensaje más profundo y rico: la lucha de Moana con el irresistible impulso de explorar más allá del arrecife, a pesar de su amor genuino por su isla, su familia y su pueblo. Como Miranda explicó a la gente: "Para mí eso es mucho más complicado que, 'Odio esto aquí y quiero salir', ... Para decir: "Me encanta aquí, amo a mis padres, pero ¿por qué no puedo dejar de caminar hacia el océano y fantasear sobre salir de aquí? Y cuestionar ese instinto es aún más confuso, y esa es una historia válida también".
Para hacerse escribir una canción más convincente que "More", Miranda "fue metódico". Según Miranda, se encerró en su dormitorio de la infancia en la residencia de sus padres durante un fin de semana entero para obligar a su mente a la edad de 16 años (es decir, la misma edad que Moana en la película), una época en que se enfrentaba a lo parecía una "distancia imposible" entre la realidad de su agradable infancia de clase media que no tenía conexión con el mundo del espectáculo y sus sueños de una carrera en el mundo del espectáculo. Él era muy consciente de que estaba componiendo la siguiente canción de Disney "I Want" después de "Let It Go" y que lo que escribiera tenía que ser diferente de "Let It Go".

## Todas las versiones
Cuando la película tuvo su primera versión de teatro en todo el mundo, la canción contó con 44 versiones, incluyendo una adaptación especial en lengua taitiana creada específicamente para la película. Para fines promocionales, la cantante sudafricana Lira y la cantante y actriz filipina Janella Salvador grabaron sus propias versiones en inglés de la canción con el fin de reproducirlos sobre los créditos finales en el lanzamiento en Sudáfrica y Filipinas de la película, mientras que la cantante indonesia Maudy Ayunda y la cantante malaya Ayda Jebat grabaron sus propias versiones de la canción respectivamente en el idioma indonesio y malayo.
El 15 de diciembre, se lanzó en un mash-up digital en cinco idiomas, con cantantes de países del sudeste asiático: Janella Salvador de Filipinas, Maudy Ayunda de Indonesia, Myra Molloy de Tailandia, Ayda Jebat de Malasia y Trần Minh Như de Vietnam. Poco después, un vídeo de 24 idiomas fue lanzado en el canal Vevo de Disney.
En junio de 2017, se anunció una versión en idioma maorí de la película, con cuatro actores de voz del elenco original en inglés. Tres semanas más tarde, el neozelandés Jaedyn Randell fue presentado como la voz cantante de Moana. La película se estrenará en septiembre de 2017.

### En otros idiomas
| Cantante(s)                                             | Título                                             | Traducción                                    | Lenguaje            | Válido para                                                            |
| ------------------------------------------------------- | -------------------------------------------------- | --------------------------------------------- | ------------------- | ---------------------------------------------------------------------- |
| Laura Nezha                                             | "Sa larg do të shkoj"                              | "Que tan lejos voy a llegar"                  | Albanés             | Albania                                                                |
| Debby Van Dooren                                        | "Ich bin bereit"                                   | "Estoy listo"                                 | Alemán              | Alemania Suiza Austria Luxemburgo Liechtenstein                        |
| كارمن عصام سليمان (Carmen Essam Suleiman)               | "المجهول يناديني" ("Almajhul inadini")             | "Lo desconocido me esta llamando"             | Árabe               | Mundo árabe                                                            |
| Михаела Маринова (Mihaela Marinova)                     | "По пътя мой" ("Po pŭtya moĭ")                     | "Estoy en camino"                             | Búlgaro             | Bulgaria                                                               |
| 蘇麗珊 (“So Lai Shan”; Cecilia So)                      | "尋我的路" ("Chàhm ngóh dīk louh")                 | "Encuentra mi camino"                         | Cantonés            | Hong Kong Macao                                                        |
| María Parrado                                           | "Qué hay más allá"                                 | "Qué hay más allá"                            | Castellano          | España                                                                 |
| Ana Fernández Pellicer                                  | "On aniré"                                         | "Donde iré"                                   | Catalán             | Cataluña Andorra                                                       |
| Michaela Tomešová                                       | "Co je tam dál"                                    | "Que sigue"                                   | Checo               | República Checa                                                        |
| 김소향 (Kim So-Hyang)                                   | "나 언젠간 떠날 거야" ("Na ŏnjen-gan ttŏnal gŏya") | "Me iré algún día"                            | Coreano             | Corea del Norte Corea del Sur                                          |
| Mia Negovetić                                           | "Što dalje"                                        | "Qué sigue"                                   | Croata              | Croacia                                                                |
| Clara Rugaard-Larsen                                    | "Hvor langt min verden når"                        | "Que tan lejos llega mi mundo"                | Danés               | Dinamarca                                                              |
| Monika Potokárová                                       | "Svet plný krás, naozaj mám"                       | "Un mundo lleno de bellezas, realmente tengo" | Eslovaco            | Eslovaquia                                                             |
| Katja Ajster                                            | "Do kod naj grem"                                  | "¿A donde debería ir?"                        | Esloveno            | Eslovenia                                                              |
| Sara Paula Gómez Arias                                  | "Cuán lejos voy"                                   | "Cuán lejos voy"                              | Español             | Hispanoamérica                                                         |
| Kelly Tulvik                                            | "Kui kaugel see"                                   | "Que tan lejos está"                          | Estonio             | Estonia                                                                |
| Yasmine Yamajako                                        | "Taivaanrantaan"                                   | "Al horizonte"                                | Finlandés           | Finlandia                                                              |
| Cerise Calixte                                          | "Le bleu lumière"                                  | "Azul claro"                                  | Francés             | Francia Quebec Bélgica Suiza                                           |
| Laura Tesoro                                            | "Ooit zal ik gaan"                                 | "Algún día me iré"                            | Flamenco            | Francia Bélgica Países Bajos                                           |
| Μαρίνα Σάττι (Marína Sátti)                             | "Αν θα την βρω" ("An tha tin vro")                 | "Si la encuentro"                             | Griego              | Grecia Chipre                                                          |
| משי קלינשטיין (Meshi Kleinstein)                        | "כמה רחוק" ("Kama rachok")                         | "Cuán lejos"                                  | Hebreo              | Israel y entre el Pueblo Judío                                         |
| श्रुति राणे (Shruti Rane)                                    | "मंजिल हैं जो" ("Manzil hai jo")                        | "Piso que son"                                | Hindú               | India                                                                  |
| Faluvégi Fanni                                          | "Ahogy csillan a távoli fény"                      | "Mientras brilla la luz alta"                 | Húngaro             | Hungría                                                                |
| Miranti Anna Juantara (Película) Maudy Ayunda (Crédito) | "Seberapa jauh ku melangkah"                       | "Que tan lejos voy"                           | Indonesio           | Indonesia                                                              |
| Auli'i Cravalho                                         | "How far I’ll go"                                  | "Que tan lejos llegaré"                       | Inglés              | Mundo británico Estados Unidos Canadá                                  |
| Agla Bríet Einarsdóttir                                 | "Hve langt ég fer"                                 | "Que tan lejos voy"                           | Islandés            | Islandia                                                               |
| Chiara Grispo                                           | "Oltre l’orizzonte"                                | "Sobre el horizonte"                          | Italiano            | Italia Ciudad del Vaticano San Marino Malta Suiza                      |
| 屋比久知奈 (Tomona Yabiku)                              | "どこまでも" ("Doko made mo")                      | "Donde quiera"                                | Japonés             | Japón Palaos                                                           |
| Назерке Серікболова (Nazerke Serikbolova)               | "Бірақ қайда барам" ("Biraq qayda baram")          | "Pero a donde voy"                            | Kazajo              | Kazajistán Mongolia Afganistán Tayikistán Turkmenistán Uzbekistán Irán |
| Vanda Siliņa                                            | "Cik tālu došos es"                                | "Que tan lejos voy a llegar"                  | Letón               | Letonia                                                                |
| Dorotėja Kravčenkaitė                                   | "Plauksiu iš čia"                                  | "Nadaré desde aquí"                           | Lituano             | Lituania                                                               |
| Ayda Jebat                                              | "Bawaku berkelana"                                 | "Llévame a dar un paseo"                      | Malayo              | Malasia Brunéi Singapur                                                |
| 刘美麟 (Liu Meilin)                                     | "能走多远" ("Néng zǒu duō yuǎn")                   | "Que tan lejos puede llegar"                  | Mandarín            | China Singapur                                                         |
| 吳以悠 (“Wú Yǐ-Yōu”; Monica Wu)                         | "海洋之心" ("Hǎiyáng zhī xīn")                     | "Corazón del mar"                             | Mandarín taiwanés   | Taiwán                                                                 |
| Vajèn van den Bosch                                     | "Ooit zal ik gaan"                                 | "Algún día me iré"                            | Neerlandés          | Bélgica Países Bajos Surinam                                           |
| Nora Gjestvang                                          | "Hvor langt jeg må"                                | "Que tan lejos tengo que"                     | Noruego             | Noruega                                                                |
| Weronika Bochat                                         | "Pół kroku stąd"                                   | "Medio paso"                                  | Polaco              | Polonia                                                                |
| Sara Madeira                                            | "Onde irei ter"                                    | "Donde tendré"                                | Portugués           | Portugal                                                               |
| Any Gabrielly                                           | "Saber quem sou"                                   | "Sabes quien soy"                             | Portugués brasilero | Brasil                                                                 |
| Ana Bianca Popescu                                      | "E viața mea"                                      | "Es mi vida"                                  | Rumano              | Rumania Moldavia                                                       |
| Зинаида Куприянович (Zinaida Kupriyanovich)             | "Что меня ждёт" ("Chto menya zhdyot")              | "Lo que me espera"                            | Ruso                | Rusia Ucrania Moldavia Bielorrusia                                     |
| Ивона Рамбосек (Ivona Rambosek)                         | "Пучине зов" ("Pučine zov")                        | "Llamada costa afuera"                        | Serbio              | Serbia Montenegro                                                      |
| Wiktoria Johansson                                      | "Vad jag kan nå"                                   | "Que puedo lograr"                            | Sueco               | Suecia Finlandia                                                       |
| ไมร่า มณีภัสสร มอลลอย (Myra Molloy)                        | "ห่างเพียงใด" ("Hang-phiang-dai")                    | "Qué tan lejos"                               | Tailandés           | Tailandia                                                              |
| Sabrina Laughlin                                        | "E fano ai au"                                     | "Me hace perecer"                             | Tahitiano           | Polinesia Francesa                                                     |
| Ezgi Erol                                               | "Uzaklara"                                         | "Fuera"                                       | Turco               | Turquía Chipre                                                         |
| Маргарита Мелешко (Margarita Maleshko)                  | "Ця далина така ясна" ("Tsya dalyna taka yasna")   | "Este valle es tan claro"                     | Ucraniano           | Ucrania                                                                |
| Trần Minh Như                                           | "Chặng đường bao xa"                               | "Cuán lejos"                                  | Vietnamita          | Vietnam                                                                |

## Posicionamiento en listas

### Semanales
| Australia      | ARIA Top 100 Singles   | 49  |
| Canadá         | Canadian Hot 100       | 53  |
| Escocia        | Scottish Singles Chart | 39  |
| Estados Unidos | Billboard Hot 100      | 41  |
| Filipinas      | Philippine Hot 100     | 100 |
| Nueva Zelanda  | NZ Heatseekers Chart   | 1   |
| Reino Unido    | UK Singles Chart       | 55  |

### Certificaciones
| País           | Organismo certificador | Certificación | Ventas certificadas | Ref.   |
| -------------- | ---------------------- | ------------- | ------------------- | ------ |
| Estados Unidos | RIAA                   | Platino       | 1 000 000           | [ 20 ] |
| Reino Unido    | BPI                    | Plata         | 200 000             | [ 21 ] |

### Recepción de la crítica
Brittany Spanos de Rolling Stone llamó a la canción "inspiradora y dulce" y continuó diciendo que "la canción edificante es un ajuste perfecto en el canon de Disney, con Cara en las letras acerca de perseverar para lograr sus sueños a pesar de sus imperfecciones o detractores. La revista estadounidense Rap-Up dijo que "el himno potenciador permite a la cantante canadiense ofrecer voces sobresalientes sobre la superación de la adversidad para alcanzar objetivos" y la calificó de "una canción con un mensaje" y una "pista emocionalmente cargada". Taylor Weatherby, de Billboard, lo calificó de "melodía animada y estimulante". Mike Wass, de Idolator, dijo que "el himno inspirador es el antídoto perfecto para la fealdad general de 2016" y lo llamó "una balada en alza".

### Posicionamiento en listas
Semanales
| Alemania        | Official German Charts      | 53 |
| Australia       | ARIA Singles Chart          | 15 |
| Austria         | Ö3 Austria Top 40           | 58 |
| Bélgica (Fl)    | Ultratip                    | 1  |
| Bélgica (V)     | Ultratip                    | 19 |
| Canadá          | Canadian Hot 100            | 46 |
| Dinamarca       | Tracklisten                 | 29 |
| Escocia         | The Official Charts Company | 80 |
| Eslovaquia      | Singles Digital Top 100     | 36 |
| Estados Unidos  | Billboard Hot 100           | 56 |
| Filipinas       | Philippine Hot 100          | 79 |
| Irlanda         | IRMA                        | 26 |
| Italia          | FIMI                        | 51 |
| Japón           | Japan Hot 100               | 67 |
| Malasia         | RIM                         | 13 |
| Noruega         | VG-lista                    | 10 |
| Nueva Zelanda   | NZ Top 40 Singles Chart     | 3  |
| Países Bajos    | Dutch Top 40                | 26 |
| Portugal        | AFP                         | 40 |
| Reino Unido     | UK Singles Chart            | 49 |
| República Checa | Singles Digitál Top 100     | 29 |
| Suecia          | Sweden Singles Chart        | 7  |
| Suiza           | Schweizer Hitparade         | 66 |

Certificaciones
| País           | Organismo certificador | Certificación | Ventas certificadas | Ref.   |
| -------------- | ---------------------- | ------------- | ------------------- | ------ |
| Australia      | ARIA                   | Oro           | 35 000              | [ 48 ] |
| Dinamarca      | IFPI — Dinamarca       | Oro           | 30 000              | [ 49 ] |
| Estados Unidos | RIAA                   | Platino       | 1 000 000           | [ 50 ] |
| Italia         | FIMI                   | Oro           | 25 000              | [ 51 ] |
| Nueva Zelanda  | RMNZ                   | Platino       | 30 000              | [ 52 ] |
| Suecia         | IFPI — Suecia          | 3× Platino    | 120 000             | [ 53 ] |
| Reino Unido    | BPI                    | Plata         | 200 000             | [ 54 ] |